# Ministerio de Legislación Gubernamental
«Ministerio de Legislación Gubernamental»(coreano: 법제처; Hanja: 法制處) : Es un ministerio dependiente del Primer Ministro de Corea del Sur. La sede está en Sejong.

Logo del Ministerio de Legislación Gubernamental de la República de Corea (Inglés) (horizontal)

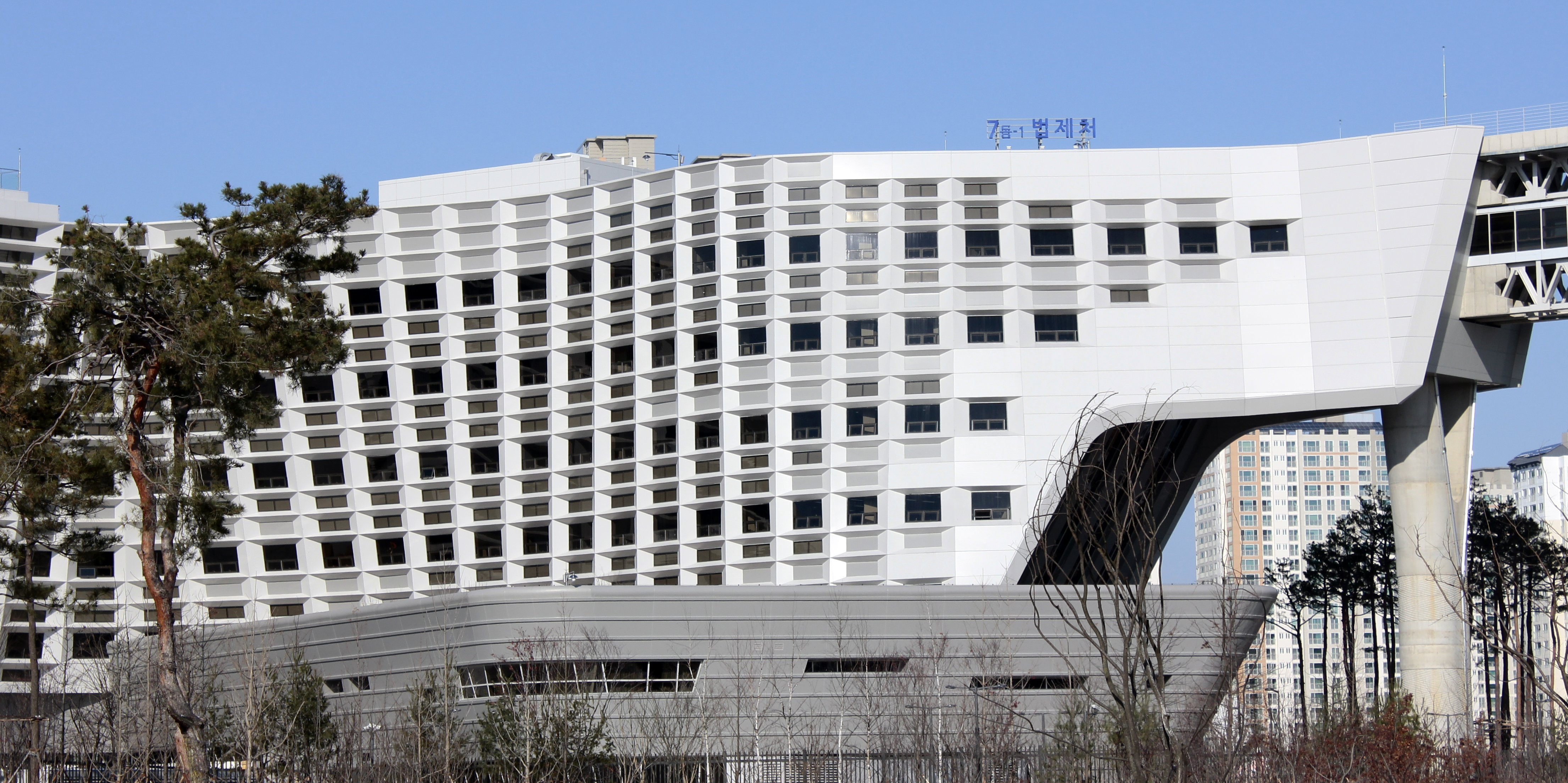
Sede del Ministerio de Legislación Gubernamental de la República de Corea

## Historia
En la era temprana de la dinastía Joseon (1392-1910), el Geum-sang-jo-rye-sa bajo Eui-jeong-bu estaba a cargo de los asuntos legislativos del gobierno. Antes de que el decreto del rey fuera presentado al Eui-jeong-bu, el decreto tuvo que ser examinado minuciosamente por el Geom-sang-jo-rye-sa. Este sistema aseguró que no hubiera inconsistencias o conflictos durante la ejecución de los asuntos administrativos.
El 15 de agosto de 1948, con el establecimiento del Gobierno surcoreano, Ministerio de Legislación Gubernamental se hizo cargo de la Oficina de Redacción de Leyes, la Oficina de Investigación Jurídica y la biblioteca de la Secretaría del poder judicial del gobierno interino de Corea, que era la oficina administrativa provisional. Y creó una biblioteca y una agencia, tres divisiones y diez departamentos, bajo la jurisdicción de la Oficina del Primer Ministro.
El 29 de noviembre de 1954, cuando se abolió el Sistema de Primer Ministro, el nombre cambió a Oficina de Consejería Legislativa del Ministerio de Justicia (nivel ministerial del gabinete), teniendo el cargo de agencia administrativa central independiente. En 1960, se adoptó el sistema de Gabinete Parlamentario y, cuando se estableció la Secretaría del Consejo de Estado, se reorganizó en la Oficina Legislativa del Gobierno en la Secretaría del Consejo de Estado.
El 26 de diciembre de 1962 se reestructuró la organización gubernamental al sistema presidencial con la enmienda de la Constitución. Ministerio de Legislación Gubernamental recuperó su estatus independiente como organismo administrativo federal bajo la jurisdicción del Primer Ministro, estatus que continúa hasta el día de hoy.

## Misión
Las misiones del Ministerio de Legislación Gubernamental son:
- Supervisar y apoyar los esfuerzos legislativos del gobierno para una administración gubernamental eficaz.
- Mejora estatutaria para la satisfacción del público.
- Crear una legalización orientada a las personas.